# جزيرة روس
جزيرة روس هي جزيرة تكونت من 4 براكين تقع في بحر روس بالقرب من القارة القطبية الجنوبية،تقع الجزيرة داخل حدود منطقة روس التي تطالب بها نيوزيلندا.